# 布魯克大道車站
布魯克大道車站（英語：Brook Avenue station）是紐約地鐵IRT佩勒姆線一個慢車地鐵站，位於布朗克斯莫特哈文布魯克大道及東138街交界，設有6號線（任何時候停站）列車服務。

## 車站結構
| Ground | 街道層   | 出入口                                                       |
| 月台層 | 側式月台 | 側式月台                                                     |
| 月台層 | 南行慢車 | ← 往布魯克林大橋-市政府 (第三大道-138街)                     |
| 月台層 | 尖峰快車 | ← 不停靠 →                                                   |
| 月台層 | 北行慢車 | → 往佩勒姆灣公園 (黃昏繁忙時段往帕克徹斯特) (塞普雷斯大道) → |
| 月台層 | 側式月台 |                                                              |

此地下車站於1919年1月7日啟用，設有兩個側式月台和三條軌道。中央快車軌道於平日尖峰時段由<6>號線列車服務。
兩個月台於1960年代在兩端分別延長，以容納IRT標準列車長度（510英呎）。月台的延長導致車站有少許偏差。此站不設任何跨線橋或下通道。
2015－2019年MTA資金計劃中，此站與其餘30個紐約地鐵站將進行徹底重建和關閉6個月。重建包括蜂窩服務、Wi-Fi、充電站、改善指示以及車站照明。

## 外部連結
- nycsubway.org—IRT Pelham Line: Brook Avenue
- Station Reporter — 6 train
- The Subway Nut — Brook Avenue Pictures （页面存档备份，存于）
- Brook Avenue entrance from Google Maps Street View （页面存档备份，存于）